# Davagna
Davagna (Dägna in ligure, Rosso fino al 1891) è un comune italiano di 1 779 abitanti della città metropolitana di Genova in Liguria.

## Geografia fisica
Il territorio comunale è situato a nord-est di Genova, principalmente sulla sponda destra dell'alta val Bisagno (mentre sulla sponda sinistra sorge Bargagli).
Attraverso il passo della Scoffera (674 m s.l.m.) è possibile il collegamento viario tra le valli del torrente Bisagno e del fiume Scrivia; il passo fu un'antica via di comunicazione tra la costa ligure e la Pianura Padana soprattutto per i traffici commerciali. Il passo costituisce anche una tappa dell'Alta Via dei Monti Liguri. Attraverso la galleria di Boasi è possibile il collegamento con la val Fontanabuona.
Nel territorio sono comprese alcune vette minori dell'Appennino ligure, quali il monte Candelozzo (1 036 m), il monte Carmo (1 012 m), il monte Bastia Sud (988 m), il monte Dragonat (988 m), il monte Spina (984 m), il monte Zuccarello (939 m), il monte Lago Est (899 m), il Bric d'Orio (863 m), il monte Prati di Capenardo (854 m), il monte Castelluzzo (850 m), il monte Pertegone (756 m), il monte Calvari (711 m), il colle Boasi (683 m).

## Storia

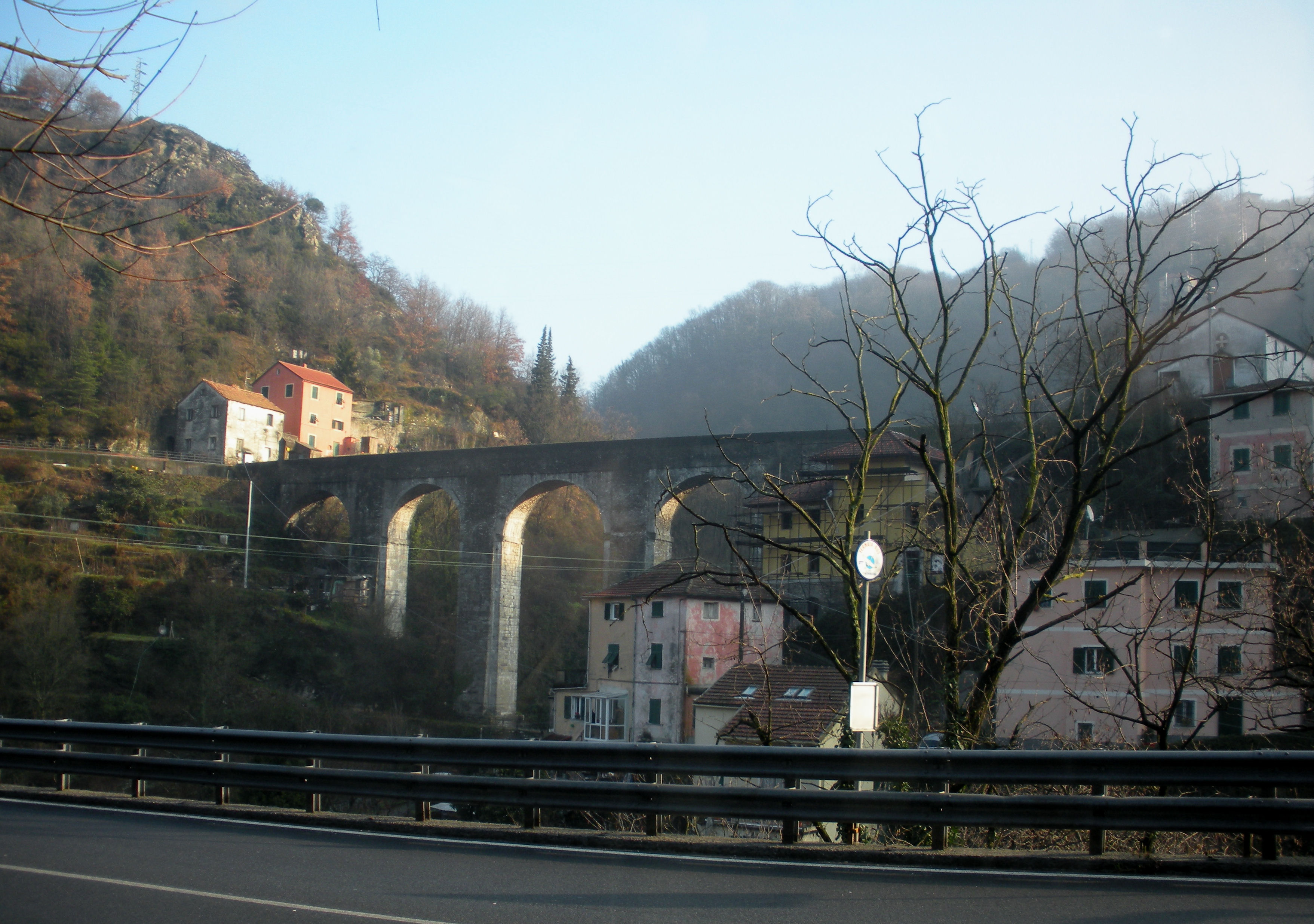
Ponte Cavassolo

Le origini antiche del comune sono testimoniate dalla presenza del toponimo del capoluogo, e di diverse sue frazioni, in numerosi documenti a partire dal 916, soprattutto in alcuni atti ecclesiastici. In particolare Calvari viene spesso nominata come crocevia per il trasporto lungo il torrente Bisagno del legno di castagno verso Genova per la costruzione delle navi.
L'importanza acquisita nei secoli dal comune è anche data dalla sua posizione: il comune, infatti, è posto lungo la via dell'antico acquedotto genovese che riforniva il capoluogo regionale.
All'inizio del XIX secolo, nell'aprile del 1800, Davagna fu teatro di una sanguinosa battaglia tra francesi e austriaci.
Nel 1797 con la nuova dominazione francese di Napoleone Bonaparte rientrò dal 2 dicembre nel dipartimento del Bisagno, con capoluogo San Martino d'Albaro, all'interno della Repubblica Ligure. Dal 28 aprile del 1798 con i nuovi ordinamenti francesi, l'allora municipalità denominata Rosso divenne uno dei centri principali del V cantone (capoluogo Santa Maria di Bargagli) della giurisdizione del Bisagno e dal 1803 centro principale del V cantone del Bisagno nella giurisdizione del Centro. Annesso al Primo Impero francese dal 13 giugno 1805 al 1814 venne inserito nel dipartimento di Genova.
Nel 1815 fu inglobato nel Regno di Sardegna, così come stabilì il congresso di Vienna del 1814, e successivamente nel Regno d'Italia dal 1861. Dal 1859 al 1926 il territorio fu compreso nell'XI mandamento di Torriglia del circondario di Genova dell'allora provincia di Genova.
Nel 1891 assunse l'odierna denominazione di Davagna, contemporaneamente alla costruzione di strade provinciali per il raggiungimento di tutte le frazioni e località di Davagna.
Dal 1973 fino al 1º gennaio 2009 ha fatto parte della Comunità montana Alta Val Trebbia.

### Simboli
Stemma
Gonfalone
Lo stemma è stato concesso con il regio decreto del 27 maggio 1894.

## Monumenti e luoghi d'interesse

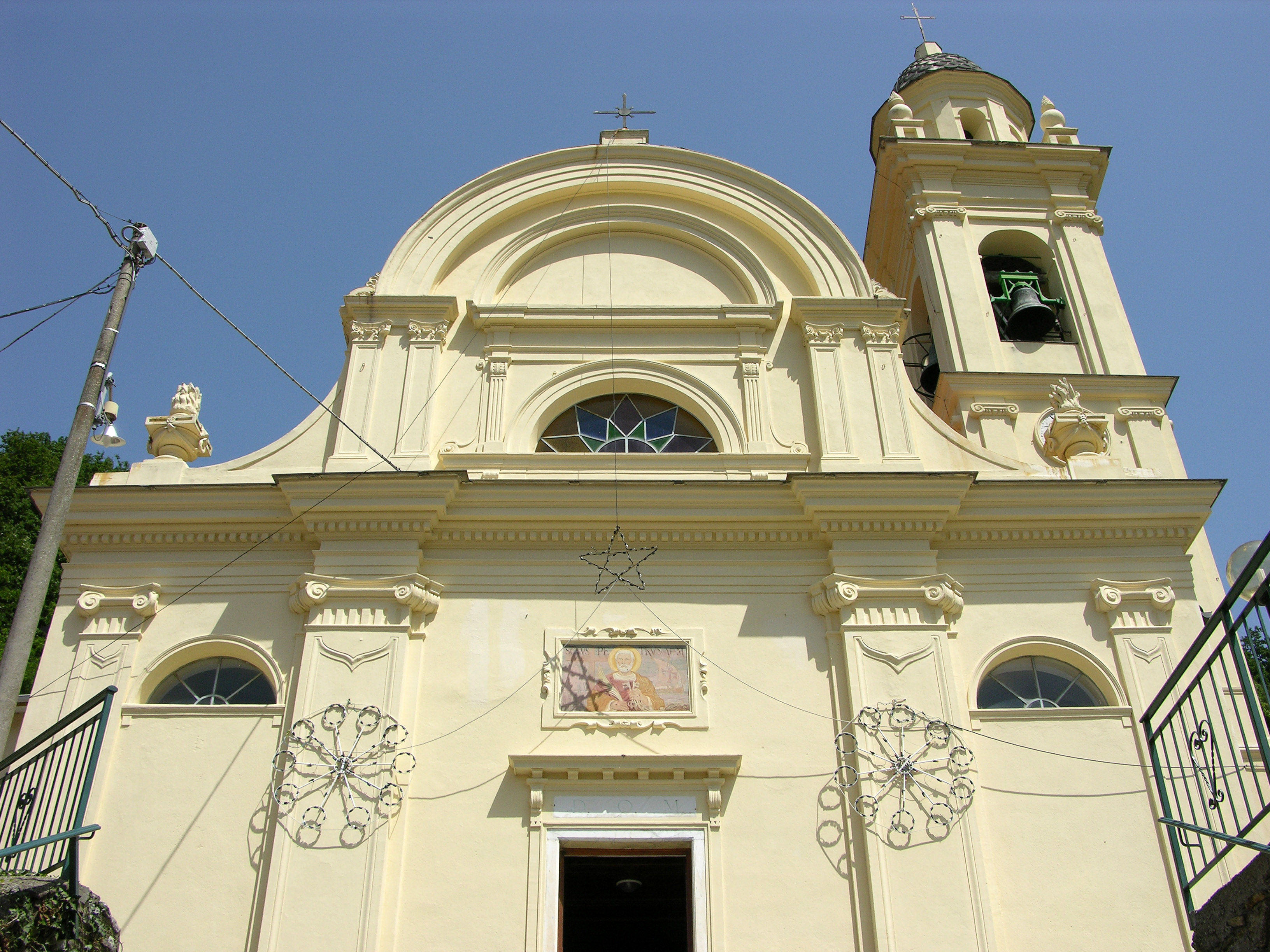
La chiesa di San Pietro Apostolo nel capoluogo

### Architetture religiose
- Chiesa parrocchiale di San Pietro Apostolo nel capoluogo. L'attuale costruzione è databile al XVIII secolo quando furono invertiti il coro e l'ingresso e la nuova divisione in tre navate.
- Cappella di Nostra Signora della Guardia nel capoluogo, databile al XVIII secolo.
- Chiesa parrocchiale di Sant'Andrea nella frazione di Calvari.
- Oratorio di San Rocco nella frazione di Calvari.
- Cappella di San Bernardo nella località di Capenardo a ridosso del monte Candelozzo.
- Chiesa del Bambino Gesù di Praga nella località di Cavassolo, edificata nel secondo dopoguerra.
- Chiesa di San Nicolò nella località di Dercogna. Edificata nel Medioevo fu ricostruita dal parroco locale nel 1937.
- Chiesa parrocchiale di San Giovanni Battista nella località di Marsiglia. Citata già nel 1213 all'interno sono conservate le reliquie di san Celestino e una croce argentea, portata solennemente in processione durante le festività religiose, riscatta dalla popolazione durante l'invasione dell'esercito napoleonico nel 1798.
- Chiesa parrocchiale di San Colombano Abate nella località di Moranego.
- Cappella di Nostra Signora della Guardia e San Rocco nella località di Moranego, di origine settecentesca.
- Cappella del Sacro Cuore di Gesù nella località di Paravagna-Sottana, edificata tra il 1935 e il 1937.
- Chiesa parrocchiale di Santo Stefano nella frazione di Rosso. Tracce dell'antico impianto romanico sono visibili nella parte absidale.
- Santuario di Nostra Signora della Vittorie presso la località della Scoffera e l'omonimo passo, edificato nel corso del 1918.

### Architetture civili

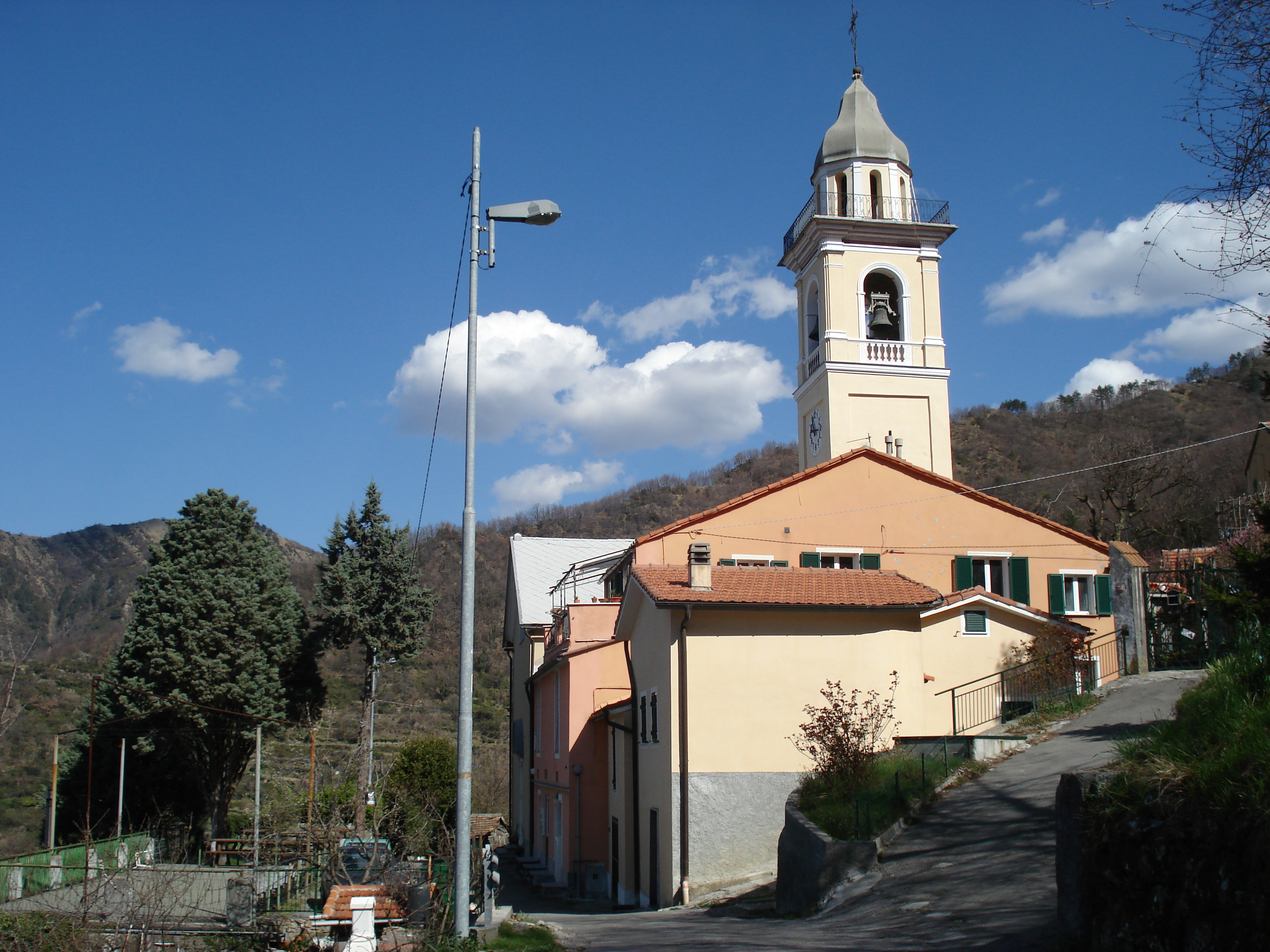
La chiesa parrocchiale di San Giovanni Battista nella località di Marsiglia

Le vestigia dell'acquedotto storico di Genova con il ponte a schiena d'asino e il ponte-canale a sei arcate in località Presa e Cavassolo.

## Società

### Evoluzione demografica
Abitanti censiti

### Etnie e minoranze straniere
Secondo i dati Istat al 31 dicembre 2022, i cittadini stranieri residenti a Davagna sono 102.

## Geografia antropica

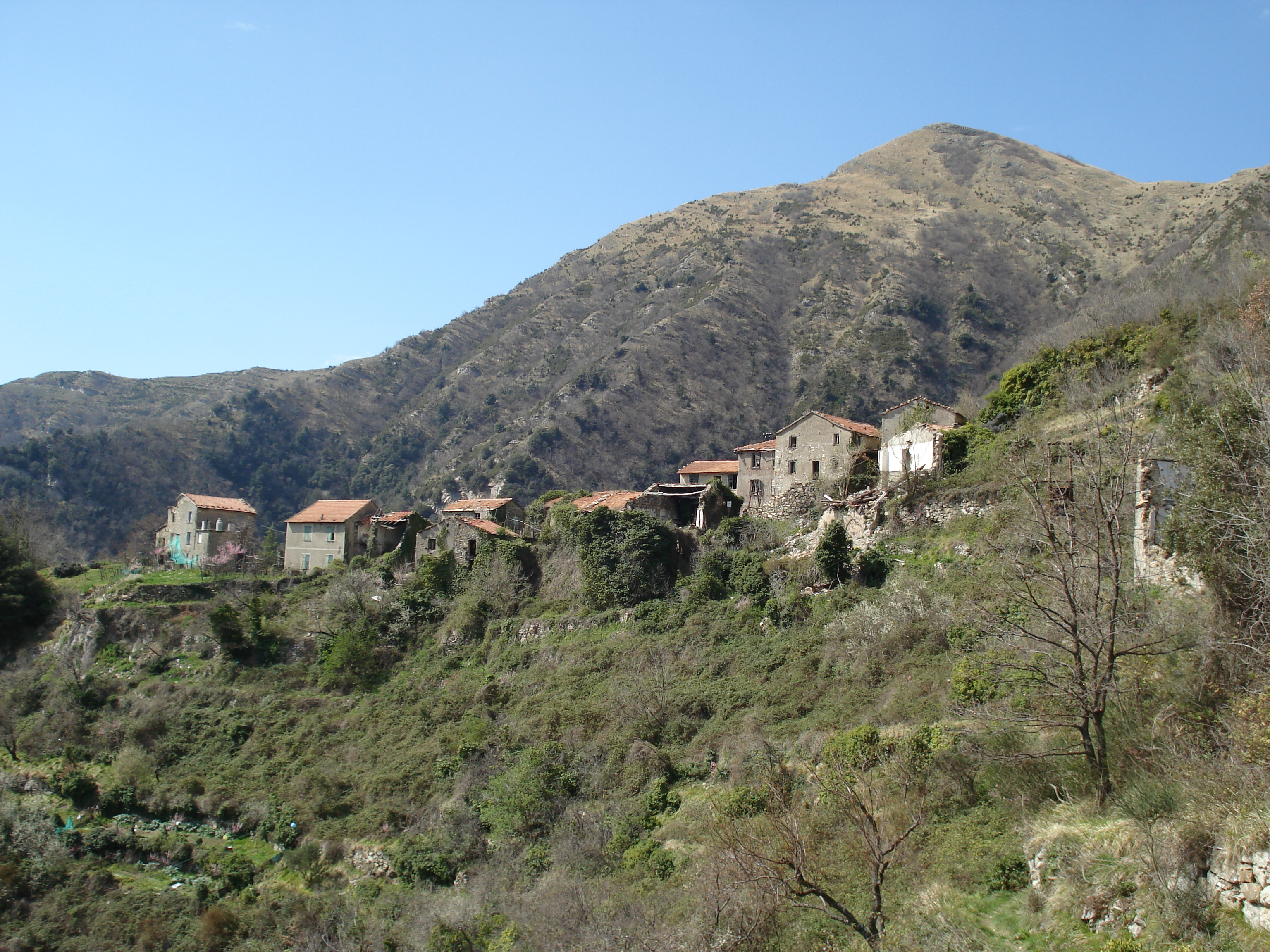
La località abbandonata di Canate

Il territorio del comune è costituito da quattro ambiti territoriali quali Davagna Capoluogo, Rosso, Calvari e Moranego per un totale di 20,53 km2.
Tali frazioni comprendono ulteriori località quali: Capenardo, Paravagna, Piancarnese, Sottana e Villamezzana (Davagna capoluogo); Dercogna, La Presa e Meco (Rosso); Canate, Cavassolo, Marsiglia e Scandolaro (Calvari); Bregallo, Scoffera, Sella e Sottocolla di Boasi (Moranego).
Confina a nord con il comune di Montoggio, a nord-est con il comune di Torriglia, a sud con Bargagli, a ovest con Genova e a est con Lumarzo.

### Frazioni
Nel territorio del comune si trova, nella valle omonima, la località di Canate, costituita da una cinquantina di case e totalmente abbandonata per anni. Può essere raggiunta dal ponte di Cavassolo o percorrendo una mulattiera che inizia dalla località di Marsiglia e conduce a San Martino di Struppa.
Questo abitato, risalente al XII secolo, fu teatro nel 1944 di un incendio per rappresaglia dei nazi-fascisti, come ricorda una lapide apposta dalla "Brigata volante Severino" della Divisione Garibaldi "Cichero".

## Economia

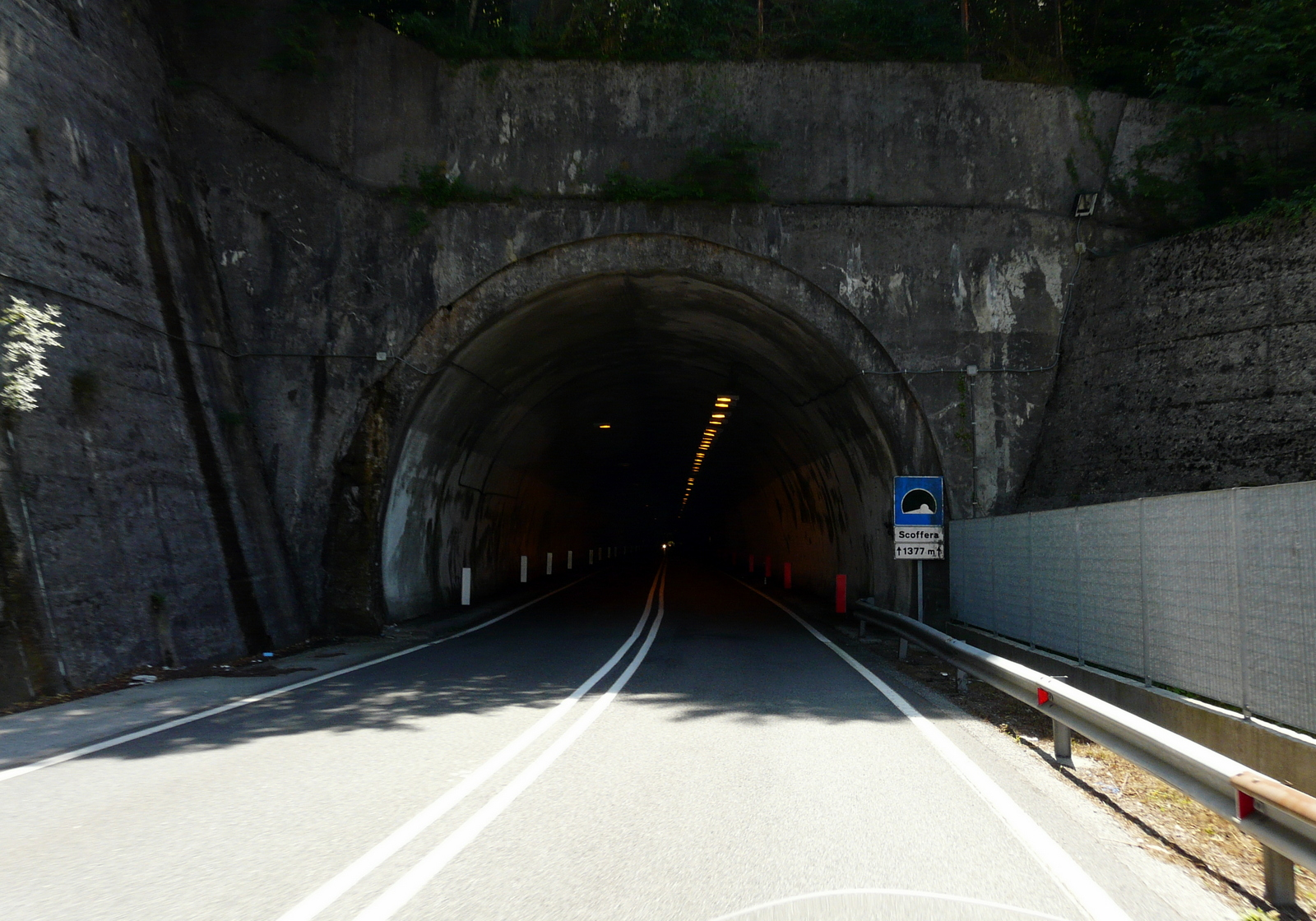
La galleria del passo della Scoffera sulla SS 45

L'economia del comune si basa principalmente sulla produzione agricola e su quella industriale.

## Infrastrutture e trasporti

### Strade
Il centro di Davagna è attraversato principalmente dalla strada provinciale 14 di Davagna che gli permette il collegamento stradale con Genova a sud ovest. Nei pressi del bivio tra la strada provinciale 226 e la strada statale 45 un'altra provinciale, la SP 62 "Franco Rolandi", permette il collegamento tra Davagna e Torriglia.

### Mobilità urbana
Dal quartiere genovese di Prato un servizio di trasporto pubblico locale gestito dall'AMT garantisce quotidiani collegamenti bus con Davagna e per le altre località del territorio comunale.

## Amministrazione

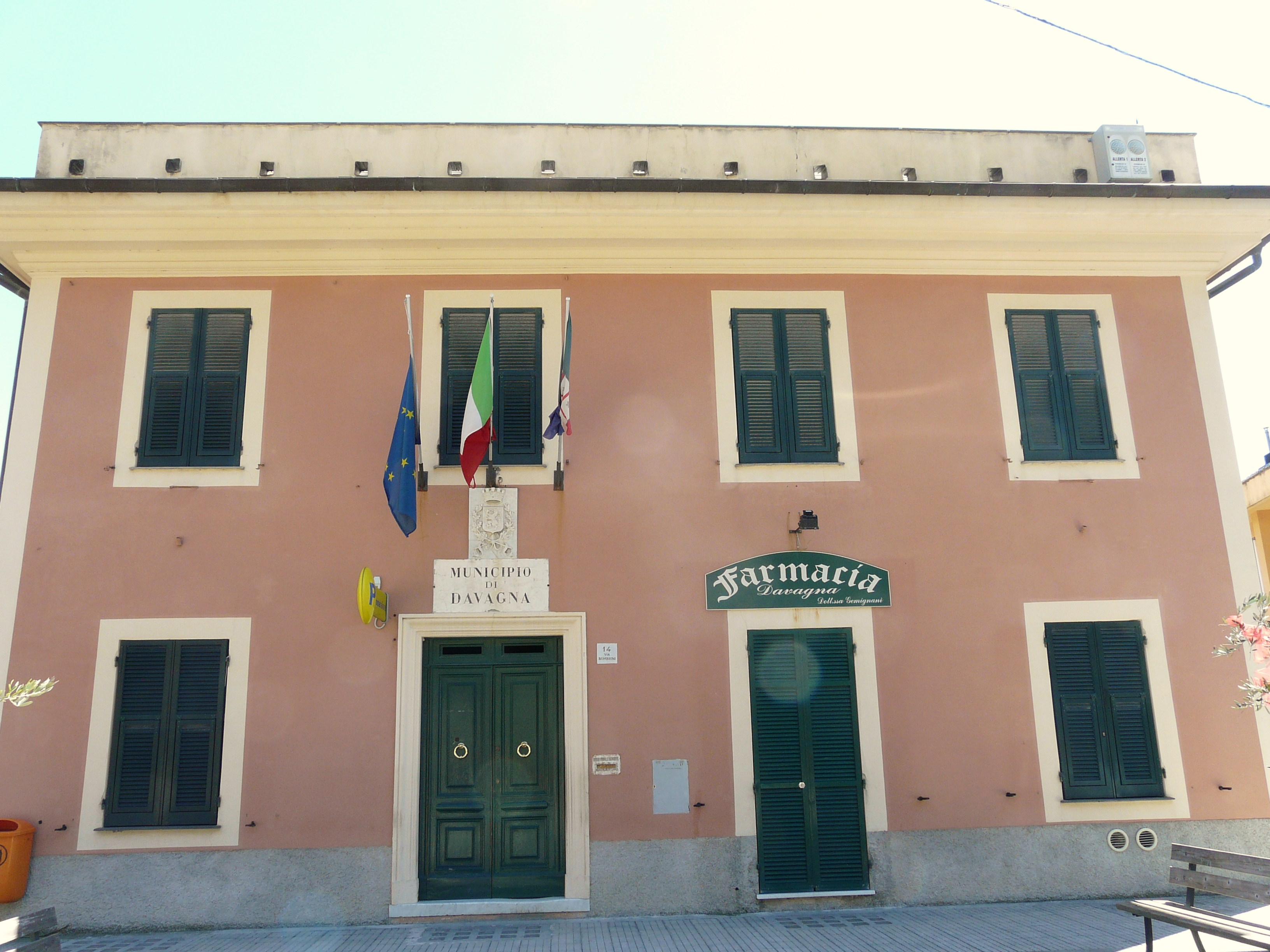
Il municipio

| Periodo        | Periodo        | Primo cittadino           | Partito                                                  | Carica  | Note   |
| -------------- | -------------- | ------------------------- | -------------------------------------------------------- | ------- | ------ |
| 16 giugno 1985 | 2 giugno 1990  | Ernesto Drago             | PCI                                                      | Sindaco |        |
| 4 giugno 1990  | 24 aprile 1995 | Ernesto Drago             | PDS                                                      | Sindaco |        |
| 7 maggio 1995  | 14 giugno 1999 | Giovanni Battista Cravino | lista civica di centro-sinistra                          | Sindaco |        |
| 14 giugno 1999 | 14 giugno 2004 | Candido Claudio Cevasco   | Insieme per Davagna (lista civica di centro-sinistra)    | Sindaco |        |
| 14 giugno 2004 | 8 giugno 2009  | Candido Claudio Cevasco   | Insieme per Davagna (lista civica di centro-sinistra)    | Sindaco |        |
| 8 giugno 2009  | 26 maggio 2014 | Valter Ricci              | Davagna di tutti (lista civica di centro-sinistra)       | Sindaco |        |
| 26 maggio 2014 | 26 maggio 2019 | Romildo Malatesta         | Davagna di tutti (lista civica di centro-sinistra)       | Sindaco |        |
| 27 maggio 2019 | 10 giugno 2024 | Ivano Chiappe             | Davagna Idee in Comune (lista civica di centro-sinistra) | Sindaco | [ 12 ] |
| 10 giugno 2024 | in carica      | Maurizio Luoni            | Davagna di tutti (lista civica di centro-sinistra)       | Sindaco |        |

## Sport

### Calcio
- U.S.D. Davagna 1979, fondata nel 1979, militante nel campionato di Seconda Categoria.